# West Elizabeth
West Elizabeth è una borough degli Stati Uniti d'America, nella contea di Allegheny nello Stato della Pennsylvania. Secondo il censimento del 2000 la popolazione è di 565 abitanti.

## Società

### Evoluzione demografica
La composizione etnica vede una prevalenza della razza bianca (99,29%), seguita quella asiatica (0,35%), dati del 2000.
| borough di West Elizabeth Popolazione |     |
| 2000                                  | 565 |
| Stima al 2009                         | 520 |